# Cladomyrma

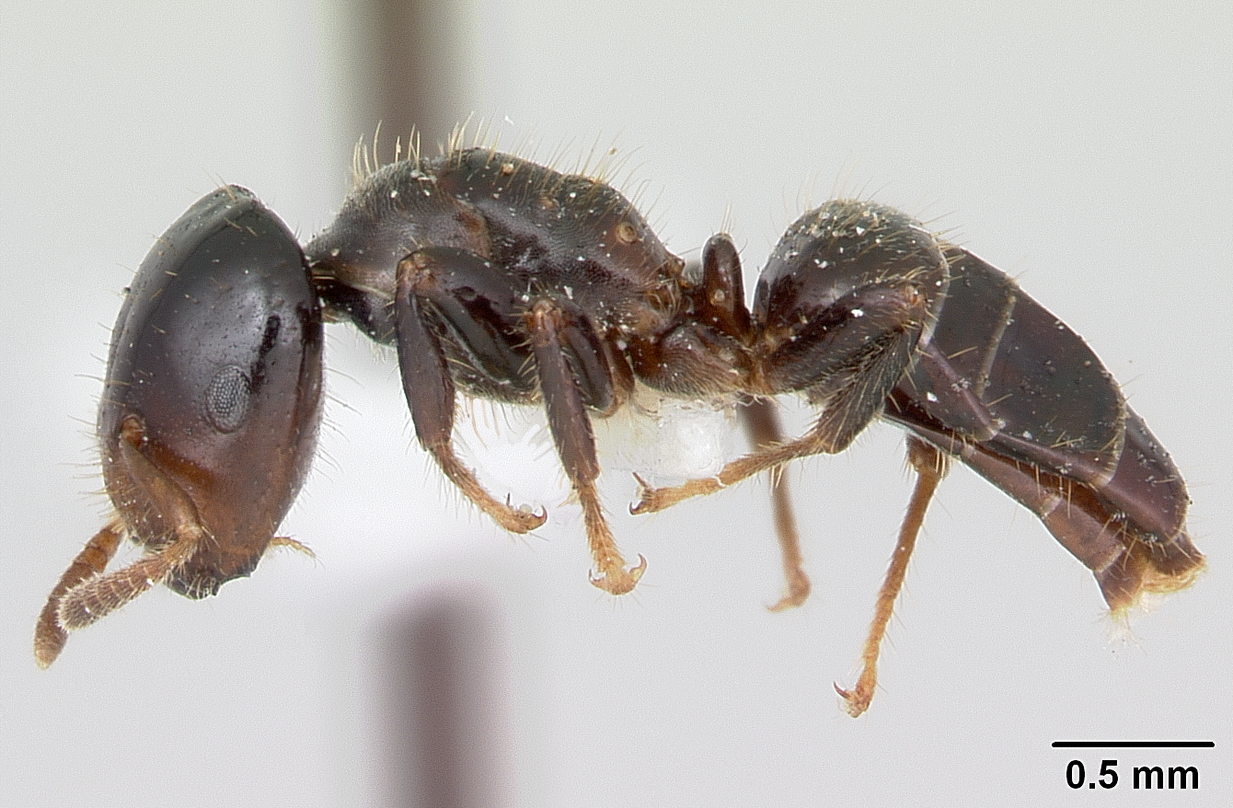
Cladomyrma hewitti

Cladomyrma (лат.) — род муравьёв подсемейства формицины (Formicinae, Lasiini). Юго-Восточная Азия. Почти все виды найдены на острове Борнео (один во Вьетнаме). Более 10 видов.

## Описание
Мелкие древесные муравьи коричневого цвета. Ассоциированы с деревьями, молодые матки основывают новые муравейники в полостях междоузлий живых кустарников и деревьев. Каста рабочих диморфична. Заднегрудка округлая без проподеальных шипиков. Усики самок и рабочих 11-члениковые (у самцов антенны состоят из 12 сегментов). Жвалы рабочих с 4-9 зубцами. Нижнечелюстные щупики 6-члениковые (или 5), нижнегубные щупики состоят из 4 сегментов (или 3). Голени средних и задних ног без апикальных шпор. Стебелёк между грудкой и брюшком состоит из одного сегмента (петиоль).
- Cladomyrma andrei (Emery, 1894) — Борнео
- Cladomyrma aurochaetae Agosti, Moog & Maschwitz, 1999[3]
- Cladomyrma crypteroniae Agosti, Moog & Maschwitz, 1999[3]
- Cladomyrma dianeae Agosti, Moog & Maschwitz, 1999[3]
- Cladomyrma hewitti (Wheeler, 1910)
- Cladomyrma hobbyi Donisthorpe, 1937
- Cladomyrma maryatiae Agosti, Moog & Maschwitz, 1999[3]
- Cladomyrma maschwitzi Agosti, 1991[2]
- Cladomyrma nudidorsalis Agosti, Moog & Maschwitz, 1999[3]
- Cladomyrma petalae Agosti, 1991[2]
- Cladomyrma scopulosa Eguchi & Bui, 2006 — Вьетнам[5][6]
- Cladomyrma sirindhornae Jaitrong, Laedprathom & Yamane, 2013 — Таиланд[7][8]
- Cladomyrma yongi Agosti, Moog & Maschwitz, 1999[3]